# Liste der Naturdenkmale in Neckarwestheim
| Naturdenkmale | Anzahl |
| ------------- | ------ |
| FND           | 4      |
| END           | 2      |
| Gesamt        | 6      |

Die Liste der Naturdenkmale in Neckarwestheim nennt die verordneten Naturdenkmale (ND) der im baden-württembergischen Landkreis Heilbronn liegenden Gemeinde Neckarwestheim. In Neckarwestheim gibt es insgesamt sechs als Naturdenkmal geschützte Objekte, davon vier flächenhafte Naturdenkmale (FND) und zwei Einzelgebilde-Naturdenkmale (END).
Stand: 1. November 2016.

## Flächenhafte Naturdenkmale (FND)
| Name                         | Bild | Kennung     | Einzelheiten   | Position | Fläche Hektar | Datum         |
| ---------------------------- | ---- | ----------- | -------------- | -------- | ------------- | ------------- |
| Hohle im „Kälberhart“        |      | 81250660004 | Neckarwestheim | ⊙        | 0,1           | 18. Juli 1986 |
| Weiher im Dreispitzwald      | BW   | 81250660003 | Neckarwestheim | ⊙        | 0,1           | 18. Juli 1986 |
| 1 Doline, sog. „Teufelsloch“ | BW   | 81250660002 | Neckarwestheim | ⊙        | 0,0           | 18. Juli 1986 |
| 2 Weiher am Pfahlhof         | BW   | 81250660001 | Neckarwestheim | ⊙        | 0,2           | 18. Juli 1986 |
| Legende für Naturdenkmal     |      |             |                |          |               |               |

## Einzelgebilde (END)
| Name                           | Bild | Kennung     | Einzelheiten   | Position | Fläche Hektar | Datum         |
| ------------------------------ | ---- | ----------- | -------------- | -------- | ------------- | ------------- |
| 1 Linde, sog. „Knorrige Linde“ | BW   | 81250660006 | Neckarwestheim | ⊙        | 0,0           | 18. Juli 1986 |
| 1 Mostbirnbaum                 | BW   | 81250660005 | Neckarwestheim | ⊙        | 0,0           | 18. Juli 1986 |
| Legende für Naturdenkmal       |      |             |                |          |               |               |